# Jerzy Gregołajtis
Jerzy Gregołajtys, né le 12 septembre 1911 et mort le 27 décembre 1978, à Londres, en Angleterre, est un ancien joueur de basket-ball polonais.

## Palmarès
- 3e du championnat d'Europe 1939